# (2046) Leningrad
(2046) Leningrad es un asteroide perteneciente al cinturón de asteroides descubierto el 22 de octubre de 1968 por Tamara Mijáilovna Smirnova desde el Observatorio Astrofísico de Crimea en Naúchni.

## Designación y nombre
Leningrad fue designado al principio como 1968 UD1.
Posteriormente se nombró por la ciudad rusa de San Petersburgo, llamada Leningrado de 1924 a 1991.

## Características orbitales
Leningrad orbita a una distancia media de 3,168 ua del Sol, pudiendo acercarse hasta 2,616 ua y alejarse hasta 3,721 ua. Tiene una inclinación orbital de 2,736° y una excentricidad de 0,1744. Emplea en completar una órbita alrededor del Sol 2060 días.